# Conglomerato racemico
Il conglomerato racemico è una miscela meccanica equimolare di cristalli, ciascuno dei quali contiene solamente uno dei due enantiomeri presenti in un racemo. La sua formazione si ottiene per cristallizzazione di un racemo, processo definito risoluzione spontanea e che permette di ottenere gli enantiomeri puri o quasi puri dal conglomerato tramite separazione. Si forma quando ciascuno dei due enantiomeri, (+) e (-), ha più affinità verso molecole della stessa specie rispetto a molecole della specie opposta. Il punto di fusione di un conglomerato racemico varia a seconda della composizione stessa del conglomerato.